# أبو الفتوح الرازي
جمال الدين حسين بن علي بن محمد الخزاعي الرازي النيسابوري(حوالي 480 هـ - 552 هـ ) المشهور بـأبو الفتوح الرازي، كان من أجلّة علماء الإمامية في القرن السادس الهجري، مفسراً وفقيها وواعظاً. توفي في الري ودفن الی جانب الشاه عبد العظيم الحسني. له مؤلفات عديدة من أشهرها تفسيره المسمی روض الجنان وروح الجنان.

## نسبه
ابوالفتوح الرّازي هو جمال الدين بن علي بن محمد بن أحمد الخزاعي. ينتهى نسبه إلى عبد اللّه بن بديل بن ورقاء الخزاعي، فهو من أصل عربي. وكان نافع وابوه بديل من اصحاب رسول الله، واستشهد نافع ومات بديل في حياة الرسول، واخوه عبد اللّه بن بديل استشهد بصفين في ركاب علي بن أبي طالب.
كان جدّه محمد بن أحمد وجدّه الأعلى أحمد وعمّ والده وهو عبد الرحمن المشهور بالمفيد الثاني، وابنه تاج الدين محمد وابن اخته أحمد بن محمّد كلّهم من مشاهير العلماء.
وقد ذكر میرزا عبد الله الأفندي في رياض العلماء أسرته تحت عنوان «السلسلة المعروفة من علماء الإمامية الذين كان لكل واحد منهم مؤلفات عديدة».
وقال عنهم آقا بزرك الطهراني في كتابه أعيان الشيعة: «أبو الفتوح الرازي وابنه تاج الدين محمد وجده الاعلى أبو بكر احمد وعمه عبد الرحمن بن ابي بكر كلهم من اعيان الشيعة الامامية وعلمائهم المعروفين ولهذه الاسرة منزلة ومكانة مرموقة في الوسط الشيعي، ترك رجالها مصنفات وتاليفات كثيرة.»

## عن حياته
ابوالفتوح الرازي كان عالم ومفسر إمامي شهير. ليست هناك معلومات كثيرة حول حياته، وليس واضحاً العصر الذي هاجر فيه أجداده إلى إيران، إلاّ أنّه يحتمل أن يكونوا قد هاجروا إليها في القرنين الأول والثاني الهجري. فسكنوا في مدينة نيسابور في بادئ الأمر، لذلك كان يلقب جده الثاني، أبوبكر أحمد بن الحسين، بالنيسابوري الخزاعي. ثم انتقل جده إلى الرى.
ويحتمل أن تكون ولادة أبي الفتوح الرازي في الري بحدود سنة 480 هـ وتكون نشأته هناك ايضاً.

تتلمذ أبو الفتوح الرازي على أيدي علماء مشاهير، أمثال أبي الوفاء عبد الجبّار المقري، تلميذ الطوسي، وأبي الحسن علي بن الناصر بن الرضا، والقاضي عماد الدين الاسترابادي، قاضي الري، وجار اللّه الزمخشري وغيرهم. وقد برع في التفسير والحديث والفقه وأصول الفقه والتاريخ. كما اهتم بدراسة القرآن والحديث، وكان عالما خبيرا بأحوال الرواة والمحدّثين. وقد ركّز اهتمامه على المسائل الكلامية لا سيما مسألة الإمامة، والاحتجاج لصحة مذهبه، ونقض شُبه سائر المذاهب.

## تلامذته
تتلمذ عليه وروى عنه جمع، من أشهرهم ابنه محمد وابن شهرآشوب المازندراني، ومنتجب الدين الرازي، ونصير الدين عبد اللّه بن حمزة الطوسي، وصفي الدين الحسن بن أبي بكر بن سيار الحيروي.

## مؤلفاته
له عدة مؤلفات، منها:
- تفسير روض الجنان وروح الجنان الذي يعد من أشهر كتبه. صنّفه في عشرين مجلد باللغة الفارسية. يقدم المؤلف في تفسيره شرحاً وافياً في اوجز كـلام واخصر بيان، متعرضاً لجوانب مختلفة من الكلام حول الآية، ان كلامية أو ادبية أو فقهية ونحو ذلك. يعد هذا التفسير من أفضل التفاسير من حيث الفصاحة والاهتمام بالنكات التفسيرية الدقيقة وكثرة النقل لكلمات المفسرين.

- روح الاحباب وروح الالباب في شرح الشهاب للقاضي القضاعي الذي جمعه من كلام النبي في الاحكام والمواعظ والآداب والحكم.
- رسالة يوحنا، أجرى المؤلف الكلام فيها على لسان شخص باسم يوحنا النصراني الذي كان نصرانيا ثم أسلم، فتفحص وبحث عن المذاهب فاختار المذهب الإمامي.[8]

- تبصرة العوام في معرفة مقالات الانام، وهو كتاب باللغة الفارسية، يدافع فيه المؤلف عن معتقدات الشيعة أمام التهم والافتراءات الموجهة اليهم، بجانب توجيه انتقاداته لمعتقدات الحسين بن منصور الحلاج.
- الرسالة الحُسْنية، وهي رسالة في مسألة الإمامة وضعها المؤلف على لسان جارية سمّاها حُسْنية. دونت فيها مناظرتها مع علماء المخالفين في عصر هارون الرشيد.[9]

## مدفنه
توفي أبو الفتوح بالري، ودُفن بجوار الشاه عبد العظيم الحسني في صحن حمزة بن موسى بوصية منه، ولم تُعلم سنة وفاته، ولكنّه أجاز بعض تلاميذه عام 552 هـ، ولعلّه توفّـي بعد هذا التاريخ بقليل.